# Cuphead
Cuphead (срп. Чашоглави), поднаслов Don't Deal With the Devil (срп. Не играј се са Ђаволом) је видео игра трчања и пуцања коју је развила и објавила канадска компанија за креирање видео-игара СтудиоМДХР 2017. године. Игра је инспирисана стилом анимације гуменим цревом који се користио у цртаним филмовима 1930-их, попут дела студија Флајшер Студиос и Валт Дизни Енимејшон Студиос, и настојала је да опонаша њихове субверзивне и надреалистичке квалитете.  
Капхед има једног или два играча који преузимају контролу над анимираним ликовима Капхед (енгл. Cuphead) и његов брат Магмен (енгл. Mugman) у борби кроз неколико нивоа који кулминирају у борбама против главних противника. На тај начин они исплаћују свој дуг ђаволу. Игра је похваљена због свог уметничког стила и запажена због изазовне тежине. Игра је доживела и критички и комерцијални успех, освојивши неколико награда и продавши преко шест милиона примерака у року од три године. Анимирана серија заснована на игри је у продукцији Нетфликса . 

## Игра
Игра Капхед је усредсређена на непрекидне борбе против главних непријатеља, прошаране нивоима трчања и пуцања . Свака од ових борби против главних непријатеља и нивоа „бежи и пуцај“ смештена је у три различита света, а последњи је против самог Ђавола. Свака борба против главног непријатеља укључује једноставну, нормалну и стручну тежину. Стручна тежина се може откључати само побеђивањем игре на нормалној тежини. Игра такође укључује елементе играња улога и разгранату могућност напретка. Капхед има бесконачно живота, одржавајући сву опрему између смрти.  Играч може да купи оружје и „Чари“ (посебне способности) из продавнице помоћу новчића прикупљених са нивоа „бежи и пуцај“. Ликови играча одликују се одбрамбеним нападом који се може користити на одређене предмете обележене ружичастом бојом, зарад различитих ефеката, а најважнији од њих је повећање „супермера“ који омогућава снажније нападе. 
Након завршетка нивоа, играч се рангира оценом на основу својих перформанси на факторима као што су време потребно за победу над главним непријатељем, избегнута штета и број парираних напада. Нивои су доступни кроз перспективни свет одозго надоле са својим тајним областима.  Игра такође има режим локалне игре за два играча.  

## Заплет
На измишљеним Инквел острвима , Капхед и његов брат Магмен,  су две шољице које живе под будним оком старешине Кетла. Упркос упозорењима старешине, браћа улазе у Ђавољев казино и почињу да играју крепс . Када крену у низ победа, сам Ђаво нуди да подигне улог. Ако Капхед и Магмен добију још једно бацање коцке, добиће сав новац у казину; ако не, Ђаво ће им узети душу. Капхед губи тако што баца змијске очи и он и Магмен моле за милост. Ђаво се с њима договара: До поноћи следећег дана прикупите „уговоре о души“ који означавају његово власништво над душама његових одбеглих дужника и можда ће им допустити да своје сачувају. Посећују старешину Кетла, који им даје напитак који им омогућава да испаљују експлозије из прстију која ће им помоћи у њиховој авантури, али их такође упозорава да дужници могу да промене физички облик у покушају да их зауставе. 
Браћа путују по Инквел острвима , борећи се против дужника како би добили њихове уговоре. По уласку на друго острво, старешина Кетл примећује да су њих  двојица све јачи из њихових битака и обавештава их о томе да „учине исправну ствар“ када поново наиђу на Ђавола. Једном када имају уговоре, враћају се у Ђаволов казино, али његов менаџер Краљ Коцка им блокира пут. Изгубио је опкладу са Ђаволом, вероватно око тога да ли ће Капхед и Магмен успети да изврше свој задатак, и приморава их да се боре са његовим послушницима пре него што му се директно супротставе. Након што браћа поразе Краља Коцке, играч мора да одлучи да ли ће уговоре дати Ђаволу. Ако играч преда уговоре, Ђаво претвара браћу у своје зле поданике и игра се завршава; ако не, Ђаво се разбесни због одбијања браће да испоштују њихов договор и сам се бори против њих. Капхед и Магмен тријумфују над њим, спаљују уговоре и трче кући. Сазнавши да више не морају да се плаше Ђавола, бивши дужници славе браћу за њихове херојске поступке. 

## Развој
Капхед је била прва игра СтудиоМДХР, канадског инди студија за развој игара који су чинили браћа Чед и Џеред Молденхауер. Додатни рад на анимацији допринео је Џејк Кларк, а за програмирање Ерик Билингсли.  Развој игре започео је 2010. године користећи Јунити алат за развој, а развијен је из домова браће у Оквил, Онтариу и Реџајни, Саскечувен .     Игра је инспирисана цртаним филмовима које су продуцирали анимирани студији Флајшњер и Валт Дизни, заједно са цртачима Аб Ајверксом, Грим Нетвиком и Вилардом Бовски .  Чед Молденхауер назвао је Флајшер Студиос „ магнетним севером свог уметничког стила“, а посебно је настојао да опонаша њихове „субверзивне и надреалистичке“ елементе.  
Молденхауери су у младости гледали цртане из 1930-их, које Чед Молденхауер описује као случајност, на основу поклона и ВХС компилација. Међу осталом браћом и сестрама у њиховој Реџајни, дому из детињства у Саскечувену, њих двојица су делили естетски укус и интересовање за играње. Покушали су да направе игру у стилу Капхеда 2000. године, али нису имали алате за наставак. Браћа су одлучила да покушају поново након успеха инди игре Супер Меснати Дечак, која је објављена 2010. године. Лик који је постао Капхед потекао је из јапанског пропагандног анимираног филма 1936. године, где се човек са шољицом за чај уместо главе претвара у тенк. Молденхауери су опонашали анимацију јер им се учинила чудном и „одмах их је запањила“.  Пре него што су се одлучили да ће он бити главни лик, браћа су створили око 150 различитих дизајна карактера, укључујући и капа у цилиндру и ликове са тањиром или виљушком уместо главе.  
Технике анимације иза Капхеда сличне су онима из цртаних филмова из 1930-их.  Чед Молденхауер, који је раније радио у графичком дизајну, ручно је цртао анимације и сликао позадине акварелима, бојећи их у Фотошопу .  Брзина смењивања слика је 60 кадрова у секунди, док анимација ради у 24, што је филмски стандард. Чед Молденхауер је такође видео свој процес са његовим људским несавршеностима као реакцију на перфекционизам пикселске уметности. Џеред Молденхауер радио је на другим аспектима игре, иако су заједно разговарали о дизајну игре. Њихов студио је за пројекат ангажовао румунског програмера, бруклинског аниматора и џез музичара из Онтарија. Настојали су да задрже процесе снимања у том временском периоду као да тим развија у тој ери.  Музику за игру компоновао је Кристофер Медиган, а састоји се од 51 нумере у извођењу џеза и музичара великих бендова . 
Молденхауери су описали Капхед као тешко, " ретро играчко " језгро због свог нагласка на механику игре на уштрб радње.  Кил Скрин је описао програмере као „опседнуте“ основама трчања и пуцања „анимација, експлоатација и хитбокс-ова “.  Током процеса развоја извршили су више ревизија многих елемената играња, укључујући како се играчке команде понашају на ивицама платформи и колико дуго су играчи онемогућени након што добију штету.  Планирали су више нивоа тежине и одлучили су да напусте типичну причу девојке у невољи зарад оне у којој Капхед непрестано ствара проблеме.  Програмери су планирали да премаше Гинисов светски рекорд по броју борби против главних непријатељима у играма трчања и пуцања тако што су имали за 30 више преко рекордних 25.  Имплементација и визуелни дизајн игре, у комбинацији са ограниченим бројем људи расположивих за рад на игри, показали су се највећим изазовом СтудиоМДХР-а, па су Молденхауери морали уложити додатне кораке како би оживели игру, чак и стављање своје куће под двоструку хипотеку  зарад финансирања пројекта.  

## Издање
Иако је игра приказана током Xbox прес догађаја Експо Електронске Забаве 2014 на одобрење публике, Капхед није био доступан за игру и процењено је да је завршен за 40 процената.  Очекивало се да се Капхед прошири пакетима за проширење  са по 10 до 15 главних непријатеља,  слично ономе како су Соник &amp; Наклс додали на формуле серије Соник .  Капхед је објављен 29. септембра 2017. за Microsoft Windows и Xbox 1, са потенцијалним каснијим издањима за МекОС и Линукс . Капхед је био ексклузивна Xbox игра за конзоле и подржава Xbox играј било где .  Кинг Фичерс Синдикејт има права лиценцирања за робу Капхед и разни прибор.  Садржај за преузимање, под називом Последње преукусно јело, а садржи новог лика, нивое и главне противнике који се могу играти, откривен је на Е3 2018 за излазак 2019.  Међутим, нови садржај је померен за 2020. како би се избегло стављање превише притиска на њихов развојни тим.  Издање Капхед за МекОС пуштена је 19. октобра 2018. године и оглашавана анимираним кратким видеом са насловом „ Хрскаве јабуке “. 
Верзија за Нинтендо Свич најављена је 20. марта 2019. и пуштена 18. априла 2019.  То је постало могуће када се Мајкрософт обратио развојном тиму око прављења верзије за Нинтендо Свич.  PlayStation 4 верзија је најављена и објављена 28. јула 2020. 
У јуну 2019. године, извршни директор компаније Тесла Илон Маск најавио је прилагођену верзију за оперативни систем заснован на Линуксу компаније Тесла, Инк. за неке од својих аутомобила, изразивши захвалност игри.  Објављена је у септембру 2019. године као део Теслине верзије софтвера 10.0, мада се може играти само први ниво игре.  

## Пријем
Бен Кучера из Полигона написао је да је Капхед било једно од пет најзанимљивијих открића на Мајкрософтовој конференцији за штампу Е3 2014, иако се о игри знало мало осим њене естетике. Рекао је да се игра „одмах истакла“ и да су сви у сали за штампу  бурно реаговали на трејлер.  Капхед је освојио ИГН награду за најбољу Xbox 1 игру на додели Е3 2015. године,  а такође је освојио награду за „Најбољу независну игру“ на Гејмском 2015 награде.  Такође је номинован за „најбољу независну игру“ на додели награда Е3 2016 Гејм критикс авордс . 
Капхед је добио „генерално повољне“ критике, према агрегатору рецензија Метакритик .   Неколико медија је због свог преласка игре такође приметило упечатљиву тежину.   Брет Македонски из Деструктоида поздравио је велику тежину, за коју је оценио да је "тешка, али поштена". На основу „исцрпног“ препознавања образаца, рекао је да се на крају ослањало на меморију мишића, а не на реакцију. Сматрао је да је структурирање игре око борби са главним непријатељима добро изведено и да сваки сусрет са главним противником има "различите и посебне и незаборавне" особине. Похваљујући естетику из 1930-их као кохезивну, Македонски је открио да је музика заснована на џезу „слично фантастична“.  Упркос томе што је 188 пута умро у свом игрању, Рај Карсиљо из ЕГМНов није осетио фрустрацију због потешкоћа, већ мотивацију да „дубље закопам пете“. Карсиљо је похвалио „прелепе“ ручно нацртане слике, тврдећи да је једина ствар која надмашује уметничко дело играње, за које је рекао да је превазишло „препознавање шаблона“.  Петер Браун из Гејм Спота сматрао је да је борба против непријатеља пружила знатно корисно искуство. Естетику цртаног филма описао је као шармантну, додајући да је у игру унела "боју и израз". Даље, видео је Капхеда као „истинску рекреацију“ ручно нацртане цел- анимације. Браун је такође уживао у томе како се брзо време учитавања показало корисним за тактику покушаја и грешака .  
Лукас Саливан из ГејмсРадар + написао је да Капхед „стоји међу најбољим 2Д пуцачинама свих времена“ и сложио се да су изазови играња захтевали стрпљиво препознавање образаца, од чега је рекао да ће играчи бити награђени „десетоструко“. Саливан је анимацију назвао преслатком, напомињући богатство детаља присутних у позадинама акварела и рекао да је добро сарађивала са механиком игре. Као и Карсиљо, Саливан је тврдио да никада неће бити фрустриран због потешкоћа.  Бен Пак из екипе Џајнт Бомб приметио је да је играње игре донело једно од његових најпријатнијих искустава са видео играма, наводећи комбинацију „бруталне“ платформе и „изузетно добро реализованог“ уметничког стила.  Пишући за ИГН, Џо Скребелс је сваку сцену прогласио за "мастер дело" и похвалио рад на музици, назвавши га "идеалним подударањем" са естетиком. Битке на платформи виђене су као најмаштовитији део игре, а недостатак система за препознавање здравља противника,  њиховим „најпаметнијим“ и „најђаволскијим“ додатком. Попут Брауна и Саливана, и Скребелс је сматрао да су битке корисне као и "једна од највећих снага Капхеда ".  Крис Шилинг из компаније ПЦ Гејмер изразио је одобравање контрола, рекавши да су њихови „поуздани скокови и потези“ довели до „спретнијег и бржег руковања“. Не слажући се са Македонским, Шилинг је објаснио да одређени случајни елементи значе да „не можете једноставно научити обрасце напамет и у потпуности се ослањати на мишићну меморију“.  Крис Планте из компаније Полигон коментарисао је да, у најбољем случају, игра служи за едукацију играча у стратегији кроз покушаје и грешке. Уживао је у систему парирања више него у разноликим нападима, јер се показао као "пресудан" и "релативно опраштајући" механизам.  Колм Ахерн из ВидеоГејмер.ком написао је у својој пресуди: " Капхед ће превазићи већину игара у изгледу и звуку, а победа над зликовцем за кога сте некада сматрали да је ненадмашан је сјајна."  
Супротно томе, Македонски је рекао да му је „радијус гађања у осам смерова“ био најмање омиљен систем у игри, називајући га „незграпним и незгодним“.  Иако је Браун на "страх од неочекиваног" гледао као на део онога што га је код Капхеда одушевило, омаловажавао је неуспех игре у препознавању напретка и способности.  Скребелс је сматрао да „пуцај и трчи, платформи слева надесно“ недостаје инвентивности, истовремено подвргавајући критикама „систем парирања“ и шему управљања.  Планте се пожалио да су последњи главни непријатељи чинили Капхедове највеће карактеристике мање ефикасним и напоменуо да тежина "на крају иде предалеко".  Ахерн се сложио са Плантеом у његовој оцени главних непријатеља, такође рекавши да је изазов „корак предалеко“.  
Писац Непобедог Јусеф Кол написао је есеј под насловом „Капхед и дух расизма око Флајшер анимација“, у којем је тврдио да је коришћењем стила анимације гуменим цревом Студио МДХР такође изнео „фанатизам и предрасуде“ који су имали снажан утицај на ране анимације, тврдећи да је Студио МДХР игнорисао контекст и историју естетике коју је „тако верно“ пресликао.  Кол идентификује да велик део слика које је Студио МДХР снимио из Флајшеровог стила ефикасно носе расне стереотипе Харлема и Минстрела из 1930-их на којим је стил анимације изграђен.  Чед и Џеред Молденхауер изјавили су пре пуштања да желе да направе стил анимације који се уклапао у цртане из 1930-их, без повезивања са расизмом или емисијама минстрела.  Маја Молденхауер је даље изјавила да је све што су желели од Флајшера било стил анимације и визуелни елементи и да све друго што се дешава „у тој ери у коју нисмо упућени“.  Као одговор на Колов есеј, Брендон Орсели из Ниче Гејмера одбранио је игру као почаст том уметничком стилу, написавши да она није била намењена изношењу наратива или „ићи било где даље од онога где треба да иде у смислу својих основних и налик дечјих приповедања “. 
У прве две недеље изласка, Капхед је продат у више од милион примерака широм света.  Продаја је порасла на преко четири милиона до јула 2019,  и достигла пет милиона до друге годишњице изласка.  До тренутка када је објављен за Плептејшн 4 у јулу 2020, достигао је 6 милиона продаја. 

### Награде
Ентертејнмент Викли је Капхед ставио на пето место листе „Најбољих игара 2017. године“,  док га је Гејмсрадар рангирао на девето место на листи 25 најбољих игара 2017. године “,  а Полигон га је сврстао на 14. место на њиховој листи „50 најбољих игара 2017.“  У Гејм Информеру  је освојио награду Најбоље из 2017, такође је игра освојила "Најбољи: Мајкрософт Гејм" и "Најбоља кооперативна игра" категорије, док је дошла на треће место за "најбољу акциону игру."   Веб страница му је такође доделила награде за „Најбољу ексклузиву за Мајкрософт“ у наградама „Најбоље из 2017“ и за „Најбољи главни непријатељи“ у својим наградама за Акциону игру године за 2017. годину.   ЕГМНау је рангирао игру на 2. месту на листи 25 најбољих игара 2017. године,  док је Бен "Јаци" Црошав из Зиро Панкшуејшн дао треће место на листи најбољих игара 2017.  Врџ га је прогласио једном од 15 најбољих видео игара 2017. 
Капхед је номинован за "Брејкаут игру године" у ПЦ Гејмер 2017 Игре Године,  и освојио је награду за "најбољу Xbox 1 игру" у Дестратоидс награде за игру године 2017.  Такође је освојио награду за „Најбољу игру Xbox 1“ и „Најбољу уметничку режију“ на наградама ИГН-а најбоље из 2017,   док су остале номинације биле за „Игру године“, „Најбољу ПЦ игру“. „Најбољи платформер“, „Најбоља оригинална музика“ и „Најбољи мултплејер“.      Игра је такође освојила награду за „Игру са најбољим изгледом“ и „Најбољи стил“, поред тога што је била другопласирана за „најбољег продавца“ за лик Поркринд, и „Најбоља музика“, „Најбољи деби“ и „Игра године “на додели награда за игру године Џајант Бомб .    
У недељи од 14. септембра 2019, албум Одабране нумере из Капхеда био је на врху листе Јез албуми Биллбоард . 
| Spisak nagrada I nominacija za igru Kaphed | Spisak nagrada I nominacija za igru Kaphed          | Spisak nagrada I nominacija za igru Kaphed                                   | Spisak nagrada I nominacija za igru Kaphed | Spisak nagrada I nominacija za igru Kaphed |
| Year                                       | Award                                               | Category                                                                     | Result                                     | Ref.                                       |
| ------------------------------------------ | --------------------------------------------------- | ---------------------------------------------------------------------------- | ------------------------------------------ | ------------------------------------------ |
| 2017                                       | Golden Joystick Awards                              | Најбољи визуелни дизајн                                                      | Освојено                                   | [ 66 ]                                     |
| 2017                                       | Golden Joystick Awards                              | Најбоља Xbox игра године                                                     | Освојено                                   | [ 66 ]                                     |
| 2017                                       | The Game Awards 2017                                | Најбољи уметнички правац                                                     | Освојено                                   | [ 67 ] [ 68 ]                              |
| 2017                                       | The Game Awards 2017                                | Најбоља независна игра                                                       | Освојено                                   | [ 67 ] [ 68 ]                              |
| 2017                                       | The Game Awards 2017                                | Најбољи деби за инди игру                                                    | Освојено                                   | [ 67 ] [ 68 ]                              |
| 2017                                       | The Game Awards 2017                                | Најбоља музика                                                               | Номинација                                 | [ 67 ] [ 68 ]                              |
| 2017                                       | The Game Awards 2017                                | Најбоља акциона игра                                                         | Номинација                                 | [ 67 ] [ 68 ]                              |
| 2017                                       | Titanium Awards                                     | Најбоља инди игра                                                            | Номинација                                 | [ 69 ] [ 70 ]                              |
| 2017                                       | Titanium Awards                                     | Најбољи дизајн                                                               | Освојено                                   | [ 69 ] [ 70 ]                              |
| 2017                                       | Titanium Awards                                     | Најбоља музика                                                               | Номинација                                 | [ 69 ] [ 70 ]                              |
| 2018                                       | New York Game Awards 2018                           | Ван Бродвејска награда за инди игру                                          | Освојено                                   | [ 71 ]                                     |
| 2018                                       | New York Game Awards 2018                           | Наградна статуа слободе за најбољу игру                                      | Номинација                                 | [ 71 ]                                     |
| 2018                                       | 45th Annie Awards                                   | Изузетно достигнуће за најбољу анимацију ликова у видео игри (Хана Аби-Хана) | Освојено                                   | [ 72 ] [ 73 ]                              |
| 2018                                       | 45th Annie Awards                                   | Изузетно достигнуце за најбољу анимацију ликова у видео игри (Тина Навроцки) | Номинација                                 | [ 72 ] [ 73 ]                              |
| 2018                                       | 21st Annual D.I.C.E. Awards                         | Игра године                                                                  | Номинација                                 | [ 74 ] [ 75 ]                              |
| 2018                                       | 21st Annual D.I.C.E. Awards                         | Акциона игра године                                                          | Номинација                                 | [ 74 ] [ 75 ]                              |
| 2018                                       | 21st Annual D.I.C.E. Awards                         | Изузетно достигнуће у анимацији                                              | Освојено                                   | [ 74 ] [ 75 ]                              |
| 2018                                       | 21st Annual D.I.C.E. Awards                         | Изузетно достигнуће у уметничком правцу                                      | Освојено                                   | [ 74 ] [ 75 ]                              |
| 2018                                       | 21st Annual D.I.C.E. Awards                         | Изузетно достигнуће у компоновању музике                                     | Освојено                                   | [ 74 ] [ 75 ]                              |
| 2018                                       | NAVGTR Awards                                       | Animacija, umetniстот                                                        | Освојено                                   | [ 76 ] [ 77 ]                              |
| 2018                                       | NAVGTR Awards                                       | Правац стила, утицај из периода                                              | Освојено                                   | [ 76 ] [ 77 ]                              |
| 2018                                       | NAVGTR Awards                                       | Дизајн ликова                                                                | Освојено                                   | [ 76 ] [ 77 ]                              |
| 2018                                       | NAVGTR Awards                                       | Прецизност контрола                                                          | Освојено                                   | [ 76 ] [ 77 ]                              |
| 2018                                       | NAVGTR Awards                                       | Игра, Оригинална породица                                                    | Освојено                                   | [ 76 ] [ 77 ]                              |
| 2018                                       | NAVGTR Awards                                       | Оригинал лајт микс скор, нови ИП                                             | Освојено                                   | [ 76 ] [ 77 ]                              |
| 2018                                       | Italian Video Game Awards                           | Најбољи уметнички правац                                                     | Освојено                                   | [ 78 ]                                     |
| 2018                                       | Italian Video Game Awards                           | Најбољи аудио                                                                | Номинација                                 | [ 78 ]                                     |
| 2018                                       | Italian Video Game Awards                           | Најбоља инди игра                                                            | Номинација                                 | [ 78 ]                                     |
| 2018                                       | SXSW Gaming Awards                                  | Изврсност у музичкој нумери                                                  | Номинација                                 | [ 79 ] [ 80 ]                              |
| 2018                                       | SXSW Gaming Awards                                  | Изврсност у визуелним достигнућима                                           | Номинација                                 | [ 79 ] [ 80 ]                              |
| 2018                                       | SXSW Gaming Awards                                  | Изврсност у анимацији                                                        | Освојено                                   | [ 79 ] [ 80 ]                              |
| 2018                                       | SXSW Gaming Awards                                  | Изврсност у уметности                                                        | Освојено                                   | [ 79 ] [ 80 ]                              |
| 2018                                       | SXSW Gaming Awards                                  | Најперспективнија нова интелектуална својина                                 | Номинација                                 | [ 79 ] [ 80 ]                              |
| 2018                                       | SXSW Gaming Awards                                  | Изврсност у дизајну                                                          | Номинација                                 | [ 79 ] [ 80 ]                              |
| 2018                                       | Independent Games Festival Awards                   | Изврсност у визуелној уметношћу                                              | Номинација                                 | [ 81 ] [ 82 ]                              |
| 2018                                       | Independent Games Festival Awards                   | Изврсност у звуку                                                            | Номинација                                 | [ 81 ] [ 82 ]                              |
| 2018                                       | Game Developers Choice Awards                       | Најбољи звук                                                                 | Номинација                                 | [ 83 ] [ 84 ]                              |
| 2018                                       | Game Developers Choice Awards                       | Најбољи деби (Студио МДХР)                                                   | Освојено                                   | [ 83 ] [ 84 ]                              |
| 2018                                       | Game Developers Choice Awards                       | Најбоља визуелна уметност                                                    | Освојено                                   | [ 83 ] [ 84 ]                              |
| 2018                                       | 16th Annual Game Audio Network Guild Awards         | Музика године                                                                | Освојено                                   | [ 85 ]                                     |
| 2018                                       | 16th Annual Game Audio Network Guild Awards         | Најбољи оригинални инструментал ("Sugarland Shimmy")                         | Номинација                                 | [ 85 ]                                     |
| 2018                                       | 16th Annual Game Audio Network Guild Awards         | Најбоља оригинална нумера ("Die House")                                      | Номинација                                 | [ 85 ]                                     |
| 2018                                       | 16th Annual Game Audio Network Guild Awards         | Водећи таленат године (Кристофер Медиган)                                    | Освојено                                   | [ 85 ]                                     |
| 2018                                       | 14th British Academy Games Awards                   | Уметничко достигнуће                                                         | Номинација                                 | [ 86 ] [ 87 ]                              |
| 2018                                       | 14th British Academy Games Awards                   | Деби игра                                                                    | Номинација                                 | [ 86 ] [ 87 ]                              |
| 2018                                       | 14th British Academy Games Awards                   | Музика                                                                       | Освојено                                   | [ 86 ] [ 87 ]                              |
| 2018                                       | 14th British Academy Games Awards                   | Оригинална својина                                                           | Номинација                                 | [ 86 ] [ 87 ]                              |
| 2018                                       | 2018 Webby Awards                                   | Акција                                                                       | Номинација                                 | [ 88 ]                                     |
| 2018                                       | 2018 Webby Awards                                   | Најбоља уметничка режија                                                     | Освојено                                   | [ 88 ]                                     |
| 2018                                       | 2018 Webby Awards                                   | Најбољи визуелни дизајн (Глас народа)                                        | Освојено                                   | [ 88 ]                                     |
| 2018                                       | Develop Awards                                      | Дизајн музике (Sweet Justice Sound)                                          | Номинација                                 | [ 89 ]                                     |
| 2018                                       | The Independent Game Developers' Association Awards | Најбоља аркадна игра                                                         | Номинација                                 | [ 90 ] [ 91 ]                              |
| 2018                                       | The Independent Game Developers' Association Awards | Визуелни дизајн                                                              | Номинација                                 | [ 90 ] [ 91 ]                              |

Капхед је утицао на игру у развоју  Енчентед Порталс од Ксико Гејмс Студија. Када је објављен Енчентед Порталс, љубитељи Капхеда су га жестоко критиковали због дељења механика играња и уметничког стила са Капхедом . Као одговор, програмери Енчентед Портала изјавили су да су желели да направе игру сличну Капхеду, задржавајући поштовање оригинала. 
Творац епизодне хорор игре за преживљавање Бенди енд д Инк Машин, која такође користи анимацију гуменог црева, разговарао је о жељи да направи епизоду у сарадњи са Капхедом .  Костим Капхед Ми борца додат је у борбену игру Супер Смеш Брос. Ултимативни из 2018. унутар садржаја за преузимање у јануару 2020. Такође је дошао у пакету са једном од мапа главног непријатеља игре, "Флорал Фјури".  Поред тога, у Супер Смеш Брос. додата су четири духа са темом Капхеда у фебруару 2020. 
У јулу 2019. Нетфликс је најавио Капхед шоу!, анимирана серија заснована на игри. Приказаће авантуре Капхеда и Магмена на Инквел острву, истражујући подручја и ликове изван оних у видео игри. Иако ће серија бити намењена деци, СтудиоМДХР је такође предвиђао да ће садржати хумор за одраслу публику. Серија ће бити анимирана; то неће бити урађено тако педантно као видео игра традиционалним методама оловке и папира, јер би то трајало предуго, али ће садржати ручно нацртане ликове и кретање. Чед и Џеред Молденхауер из СтудиоМДХР биће извршни продуценти заједно са Си Џеј Кетлером из Кинг Фичерс Синдикејт . Дејв Васон и Космо Сегурсон ће извршити продукцију, док ће Клеј Мороу и Адам Палоиан бити редитељи.  